# Anolis aequatorialis
Anolis aequatorialis este o specie de șopârle din genul Anolis, familia Polychrotidae, descrisă de Werner 1894. Conform Catalogue of Life specia Anolis aequatorialis nu are subspecii cunoscute.